# 950-959
De jaren 950-959 (van de christelijke jaartelling) zijn een decennium in de 10e eeuw.

## Meerjarige gebeurtenissen

### Europa

Splitsing van Lotharingen in 959

- 950 : Koning Lotharius II van Italië wordt vermoord. Berengarius II zet zijn weduwe Adelheid gevangen.
- 951 : De Duitse koning Otto I de Grote bevrijdt haar en laat zich tot koning van Italië kronen.
- 954 : Lodewijk IV van Frankrijk sterft en wordt opgevolgd door zijn zoon Lotharius. Bruno de Grote wordt zijn voogd.
- 955 : Slag op het Lechveld. Otto I verslaat de Magyaren en maakt daarmee een eind aan de invallen van dit volk.
- De invallen van de Vikingen in Schotland worden hervat.

### Lage Landen
- 959 : Bruno de Grote splits zijn hertogdom. Het noordelijke deel wordt hertogdom Neder-Lotharingen (groen). Dit deel van Lotharingen omvat het zuidelijk en oostelijk deel van het huidige Nederland (Utrecht, Gelderland, Brabant en Limburg) en het huidige België, met uitzondering van het graafschap Vlaanderen. Het zuidelijk deel wordt het Hertogdom Opper-Lotharingen (oranje).
- 953 - Eerste vermelding van Muiden; keizer Otto I de Grote schenkt Muiden en de tol aldaar aan het domkapittel in Utrecht.
- 954 - Bisschop Balderik van Utrecht wijdt de herbouwde Sint-Plechelmusbasiliek in te Oldenzaal.

### Byzantijnse Rijk
- 959 : Keizer Constantijn VII Porphyrogennetos sterft, hij wordt opgevolgd door zijn zoon Romanos II.

### China
- 951 - Einde van de Latere Han-dynastie en begin van de Noordelijke Han- en Latere Zhou-dynastieën in China.

## Heersers

### Europa
- Duitsland: Otto I (936-973)
  - Beieren: Hendrik I (948-955), Hendrik II (955-976)
  - Bohemen: Boleslav I (929/35-967)
  - West-Frisia: Dirk II (939-988)
  - Hamaland: Wichman IV (ca.936-966)
  - Lotharingen: Koenraad de Rode (944-953), Bruno de Grote (953-959)
    - Neder-Lotharingen: Godfried (959-964)
    - Opper-Lotharingen: Frederik I (959-978)

  - Oostmark: Gero (937-965)
  - Saksen: Otto II (936-961)
  - Zwaben: Liudolf (950-954), Burchard III (954-973)

- Frankrijk: Lodewijk IV (936-954), Lotharius (954-986)
  - Anjou: Fulco II (941-958), Godfried I (958-987)
  - Aquitanië: Raymond (IV) van Toulouse (936-955), Hugo de Grote (955-956), Willem III (956-963)
  - Blois en Tours: Theobald de Oude (908-943), Theobald I van Blois (943-975)
  - Bourgondië: Hugo de Zwarte (936-952), Giselbert van Chalon (952-956), Otto (956-965)
  - Meaux: Robert I (943-966)
  - Normandië: Richard I (942-996)
  - Poitiers: Willem III (935-963)
  - Toulouse: Raymond IV (942-961)
  - Vermandois: Albert I (946-987)
  - Vexin - Wouter I (943-992)
  - Vlaanderen: Arnulf I (918-965)

- Iberisch schiereiland:
  - Barcelona: Miro (947-966) en Borrell II (947-992)
  - Castilië: Ferdinand González (930-970)
  - Cordoba: Abd al-Rahman III (912-961)
  - Leon en Galicië: Ramiro II (931-951), Ordoño III (951-956), Sancho I (956-958), Ordoño IV (958-960)
  - Navarra: García I Sánchez (931-970)
  - Portugal: Gonçalo Mendes (ca.950-997) en Mumadona Dias (regentes) (ca.950-966)

- Groot-Brittannië
  - Engeland: Edred (946-955), Edwy (955-959), Edgar (959-975)
  - Deheubarth en Powys: Hywel Dda (904/910/920/942-950), Owain ap Hywel (950-986?), Rhodri ap Hywel (950-953), Edwin ap Hywel (950-954)
  - Gwynedd: Hywel Dda (942-950), Iago ab Idwal (950-979), Ieuaf ab Idwal (950-969)
  - Jorvik: Olaf Sitricson (949-952), Erik I van Noorwegen (952-954)
  - Schotland: Malcolm I (943-954), Indulf (954-962)

- Italië: Lotharius II (945-950), Berengarius II en Adelbert I van Ivrea (950-963)
  - Benevento: Landulf II (940-961), Pandulf I (943-959), Landulf III (959-968)
  - Sicilië: Hassan al-Kalbi (948-954), Ahmad ibn Hasan (954-969)
  - Spoleto: Bonifatius II (946-953), Theobald II (953-959), Thrasimund III (959-967)
  - Venetië (doge): Pietro III Candiano (942-959), Pietro IV Candiano (959-976)

- Scandinavië
  - Denemarken: Gorm de Oude (?-958/964), Harald I (958/964-985)
  - Noorwegen: Haakon I (933-961)

- Balkan
  - Bulgarije: Peter I (927-969)
  - Byzantijnse Rijk: Constantijn VII (944-959), Romanos II (959-963)
  - Kroatië: Mihajlo Krešimir II (949-969)
  - Servië: Časlav Klonimirović (927-950)

- Arelat (Bourgondië): Koenraad (937-993)
- Bretagne: Alan II (938-952), Drogo (952-958), Hoël I (958-981)
- Hongarije: Fajsz (948-955), Taksony (955-972)
- Kiev: Olga (945-962)

### Azië
- China
  - Chu: Ma Xiguang (947-950), Ma Xichong (950-951)
  - Han: Yindi (948-950)
  - Noordelijke Han: Liu Min (951-954), Liu Chengjun (954-970)
  - Zuidelijke Han: Liu Cheng (943-958), Liu Chang (958-971)
  - Liao: Shizong (947-951), Muzong (951-969)
  - Jingnan: Gao Baorong (948-960)
  - Shu: Meng Chang (938-965)
  - Zuidelijke Tang: Yuanzong (943-961)
  - Wuyue: Qian Chu (947-978)
  - Zhou: Taizu (951-954), Shizong (954-959), Gongdi (959-960)
- India
  - Chola: Parantaka (907-950), Gandaraditya (950-957), Arinjaya (956-957), Parantaka II (957-970)
  - Rashtrakuta: Krishna III (939-967)
- Japan: Murakami (946-967)
- Kartli (Georgië): Soembat I (937-958), Bagrat II (958-994)
- Khmer-rijk (Cambodja): Rajendravarman I (944-968)
- Korea (Goryeo): Gwangjong (949-975)
- Perzië en Mesopotamië
  - Boejiden: 'Adud al-Dawla (949-983)
  - Samaniden: Namid Nuh I (943-954), Abdul Malik I (954-961)

### Afrika
- Fatimiden: Abu Tahir Isma'il al-Mansur (946-953), Abu Tamim Ma'ad al-Mu'izz (953-975)
- Marokko (Idrisiden): Abu l-Aish Ahmad (948-954), Al Hassan ben Kannun (954-974)

### Religie
- paus: Agapitus II (946-955), Johannes XII (955-964)
- patriarch van Alexandrië (Grieks): Isaäk (941-954), Job (954-960)
- patriarch van Alexandrië (koptisch): Macarius I (933-953), Theofilus II (953-956), Mina II (956-974)
- patriarch van Antiochië (Grieks):Eustratius (939-960)
- patriarch van Antiochië (Syrisch): Johannes V (936-953), Iwanis II (954-957), Dionysius III (958-961)
- patriarch van Constantinopel: Theofylactus (933-956), Polyeuctus (956-970)
- kalief van Bagdad (Abbasiden): Al-Muti (946-975)
- aartsbisdom Keulen: Wigfried (925-953), Bruno de Grote (953-965)

<< · 950 · 951 · 952 · 953 · 954 · 955 · 956 · 957 · 958 · 959 · >>
<< · 900-909 · 910-919 · 920-929 · 930-939 · 940-949 · 950-959 · 960-969 · 970-979 · 980-989 · 990-999 · >>